# Nathanael Greene
Nathanael Greene, ameriški general, * 7. avgust 1742, † 19. junij 1786.
V Kontinentalno vojsko je vstopil kot navadni vojak; ob koncu je imel čin generalmajorja in je veljal za enega najbolj nadarjenih in zanesljivih častnikov Washingtona.